# Learned (Mississippi)
Pour les articles homonymes, voir Learned.
Learned est une ville américaine située dans le comté de Hinds, dans le Mississippi. Selon le recensement de 2020, sa population est de 56 habitants.